# Перекалі
Перека́лі — село в Україні, у Демидівській селищній громаді Дубенського району Рівненської області. Населення становить 285 осіб.

## Назва
У давні часи через цю місцевість протікала річка Рача. І по обидва береги річки поселилися два брати і щоб ходити один до одного, вони змушені були перекласти місток – вони зробили переклад через річку. І від цього пішла назва села Перекалі.

## Історія

### Археологічні знахідки

Перекалі на польській карті 1937 року

У маніфестації від 4 листопада 1621 року перед Луцьким ґродським урядом від імені Овдоті з Гулевичів Перекальських Янової Майковської говорилося, що в часі татарського нападу того року понищено маєтні документи
7 (20) листопада 1917 року, відповідно до Третього Універсалу Української Центральної Ради, увійшло до складу Української Народної Республіки.

### Незалежна Україна
12 червня 2020 року, відповідно до розпорядження Кабінету Міністрів України № 722-р від «Про визначення адміністративних центрів та затвердження територій територіальних громад Рівненської області», увійшло до складу Демидівської селищної громади Демидівського району.
19 липня 2020 року, в результаті адміністративно-територіальної реформи та ліквідації Демидівського району, село увійшло до складу Дубенського району.

## Населення
За переписом населення України 2001 року в селі мешкало 328 осіб.

### Мова
Розподіл населення за рідною мовою за даними перепису 2001 року:
| Мова       | Відсоток |
| ---------- | -------- |
| українська | 99,70 %  |
| молдовська | 0,30 %   |

## Релігія
Окрасою села Перекалі є Свято-Покровська церква Православної церкви України. Перша дерев’яна церква, невеличка, була збудована на болоті, на узвишенні, ще у давні часи. А в період 1895-1906 років люди перенесли церкву на те місце, де вона зараз стоїть.
Та церква теж була збудована з дерева і вистояла в воєнні лихоліття до 1960 року. Але за радянських часів, коли проходила хвиля атеїстичних переконань, церкву було закрито, а приміщення взяли під колгоспну комору, під склад, у якому зберігали збіжжя, добрива. А потім в 1985 році зовсім зруйнували, лишився один пустир.
І тільки в 1991 році люди своїми силами, своїми коштами почали відбудовувати Божий храм. В 1993 році закінчили будівництво церкви і вона функціонує по даний час.

## Культура
25 листопада 2007 року в селі Перекалі відбулось відкриття та освячення пам’ятного знака борцям за незалежну Україну, воїнам ОУН-УПА. Після молебню, який відправив настоятель місцевого храму Свято-Покровської церкви отець Іван, до присутніх звернувся голова обласної організації «Конгрес Української інтелігенції» І.Кур’яник, заступник голови Демидівської районної ради Микола Семенюк, сільський голова Алінтин Ремез, депутат Демидівської районної ради Михайло Марчук та голова районного відділення Всеукраїнського об’єднання ветеранів Олена Рашко.

## Відомі люди
- Листопад Антоніна Іванівна (нар. 1941 р.) — українська поетеса. Лауреат премії імені Василя Стуса (1993) та імені Олени Пчілки (1996). Організатор українського культурного центру «Калина» в Краснодоні.
- Легенюк Федір (отець Федір) -  священник собору Святої Софії у Монреалі[8].